# Divisionismo
O divisionismo também designado por cromoluminarismo, refere-se a uma teoria ou a um estilo de pintura neoimpressionista, que separa as cores em pequenos pontos ou pinceladas de cor pura. A aplicação destes pontos na tela, leva o observador a misturar visualmente as cores e, assim, "construir" a pintura. Em vez de as cores serem misturadas na palete, como até então, aquelas são aplicadas diretamente na tela. Esta nova teoria da pintura esteve em voga entre 1884 e 1904, e teve o seu expoente máximo com Georges Seurat.

## Fundamentos teóricos
Geoges Seurat fundou esse estilo em torno de 1884, baseado nos fundamentos teóricos de Michel Eugène Chevreul, Ogden Rood e Charles Blanc. Essa técnica foi desenvolvida juntamente com o pontilhismo, que é um outro tipo de prática, que é definido pelo uso de pontos de tinta e não se concentra necessariamente na separação das cores. 
O divisionismo se desenvolveu no século XIX, à medida que os cientistas passam a perceber algumas teorias científicas da visão que os estimularam a partida dos princípios do impressionismo, que já estava bem desenvolvido na época. Essas teorias e as regras de contraste de cores, colocaram o movimento do neo-impressionismo em contraste com o impressionismo, que se caracteriza pelo uso do instinto e intuição. Os cientistas ou artistas cujas teorias de luz ou cor tiveram algum impacto no desenvolvimento do divisionismo são Charles Henry, Charles Blanc, David Pierre Giottino Humbert de Superville, David Sutter, Michel Eugène Chevreul, Ogden Rood e Hermann von Helmholtz.

## Teoria das cores
Charles Blanc introduziu Seurat nas teorias de cor e visão que inspiraram o cromoluminarismo. O trabalho de Blanc, a partir das teorias de Michel Eugène Chevreul e Eugène Delacroix, afirmou que a mistura óptica produziria cores mais vibrantes e puras do que o processo tradicional de mistura de pigmentos. Misturar pigmentos fisicamente é um processo que envolve as cores primárias (azul, vermelho e amarelo). Por outro lado, se a luz colorida for misturada, resulta uma mistura aditiva. A mistura óptica que caracterizou o divisionismo - o processo de mistura de cor por justaposição de pigmentos. Na verdade, as pinturas de Seurat não conseguiram uma mistura óptica eficaz. Para ele, a teoria era mais útil para causar vibrações de cor ao espectador, onde as cores contrastantes colocadas uma perto da outra intensificavam a relação entre as cores, preservando sua identidade singular.
Na teoria das cores, os artistas interpretaram a literatura científica ao fazer a luz operar nos seguintes contextos:
Cor local: Como o elemento dominante da pintura, a cor local refere-se à cor verdadeira dos assuntos. 
Exemplo: grama verde ou céu azul.
Luz do sol direta: As cores amarelo-laranja que representam a ação do sol serão intercaladas com as cores naturais para emular o efeito da luz solar direta.
Sombra: Se a iluminação é apenas indireta, várias outras cores, como azuis, vermelhos e roxos, podem ser usadas para simular a escuridão e as sombras.
Luz refletida: Um objeto que é adjacente a outro em uma pintura pode lançar cores refletidas para ele.
Contraste: Pode-se colocar cores opostas. 